# Borsonia epigona
Borsonia epigona é uma espécie de gastrópode pertencente a família Borsoniidae, com distribuição restrita às Filipinas.